# Облога Гомеля (1654)
Облога Гомеля (1654) — облога військами запорізьких козаків фортеці Гомель у роки московсько-річпосполитської війни 1654—1667 років (Кампанія 1654). Облога завершилася взяттям міста.

## Передісторія облоги
На початку московсько-річпосполитської війни 1654—1667 років розгорнулося широкомасштабне наступ московських військ на землі Великого князівства Литовського (Кампанія 1654). Як взаємну допомогу на знак визнання влади царя Олексія Михайловича над Військом Запорозьким, гетьман Богдан Хмельницький направив на підтримку московським військам козачий корпус Івана Золотаренка (близько 20000 осіб. Ніжинський, Чернігівський та Стародубський полки). Спочатку планувалося приєднання козацького корпусу до головних сил московської армії, що наступали на Смоленськ. Проте Іван Золотаренко зі згоди Хмельницького зробив самостійні дії у південно-східній Литві Першою метою козаків стало місто Гомель — великий центр на річці Сож неподалік місця впадання її у Дніпро.

## Стан фортеці напередодні облоги
Гомель був найсильнішою фортецею Посожжя, яка розташовувалась при злитті річок Гомєюк та Сожі. Гомель мав застарілі, але підтримувані в хорошому стані укріплення: саме місто було оточене ровом і земляним валом, а центром оборони був дерев'яний замок, що стоїть на високому пагорбі. Стіни та башти були обмазані глиною для перешкоджання підпалу.
Місто знаходилося на кордоні неспокійних козацьких земель і в ході повстання Хмельницького не раз опинялося в центрі бойових дій: двічі воно було захоплене козацькими загонами (1648 і 1649 рр.), а в 1651 витримав тривалу облогу і штурми. Стратегічне значення міста стало причиною того, що фортеця була укріплена краще за більшість фортець Литви і забезпечена сильним гарнізоном. Напередодні війни у фортецю було поставлено артилерію з Вільно. За словами самого Івана Золотаренка у листах до царя: «Гомель… є всім місцям граничним литовським головою. Місце дуже оборонне, людей служили чимало, снарядів і пороху багато …»
У Гомелі розташовувався сильний гарнізон найманих військ: 5 рот польської піхоти, 1 рота німецької піхоти (загалом близько 700 осіб), козацька та татарська хоругви. Крім цього, у фортеці зібралося велике число навколишньої шляхти, так що загальна кількість захисників сягала 2000 осіб. Командував гарнізоном ротмістр козацької хоругви, земський писар Станіслав Казимир Бобровницький.

## Хід облоги
На початок облоги корпус Золотаренка досягав максимальної чисельності (близько 20 000 осіб). Артилерія корпусу була нечисленною (7 польових знарядь), що викликало затягування облоги. Захисники не стали обороняти саме місто, сховавшись у замку. Протягом місяця козачі загони чотири рази ходили на напад і всі невдало. У свою чергу, обложені робили вилазки, завдаючи противнику чутливі втрати. Під час однієї з вилазок було вбито полковника Чернігівського козацького полку Степана Подобайла.
Після цього козаки відмовилися від продовження штурмів та перейшли до облогових робіт. Затягнувши польові гармати на високу Спаську церкву, що стояла на посаді, вони почали обстрілювати замок гартованими ядрами, викликаючи пожежі. На початку серпня козакам вдалося зруйнувати підземний хід, який вів із замку до джерела води. Це змусило гарнізон погодитись на почесну капітуляцію. Умови капітуляції не були виконані козаками і більшість тих, хто здався, було взято в полон і відведено в Україну. У ході облоги мобільні козачі загони атакували навколишні міста та села, послідовно захопивши міста Речицю, Жлобин, Стрешин та Рогачов.

## Значення
Взяття Гомеля закріпило за козаками південно-східні райони Великого князівства Литовського, створивши передумови для приєднання цих районів до України. У Гомелі було захоплено велику кількість гармат, що дозволило активніше вести облоги та оборону фортець. Незважаючи на стійкість захисників, затягування облоги майже не мало позитивних наслідків для литовської армії, оскільки Золотаренко не обмежив своїх дій боротьбою за Гомель, а підкорив усе Посожжя і вийшов до Дніпра.